# Lallemandana flavipes
Lallemandana flavipes är en insektsart som först beskrevs av Fabricius 1787.  Lallemandana flavipes ingår i släktet Lallemandana och familjen spottstritar. Inga underarter finns listade i Catalogue of Life.